# Ben Howard
Benjamin John (Ben) Howard (Londen, 24 april 1987) is een Britse singer-songwriter, muzikant en surfer. Hij heeft een platencontract bij Island en Communion. Howard won British Male Solo Artist en British Breakthrough Act op de Brit Awards van 2013.

## Levensloop

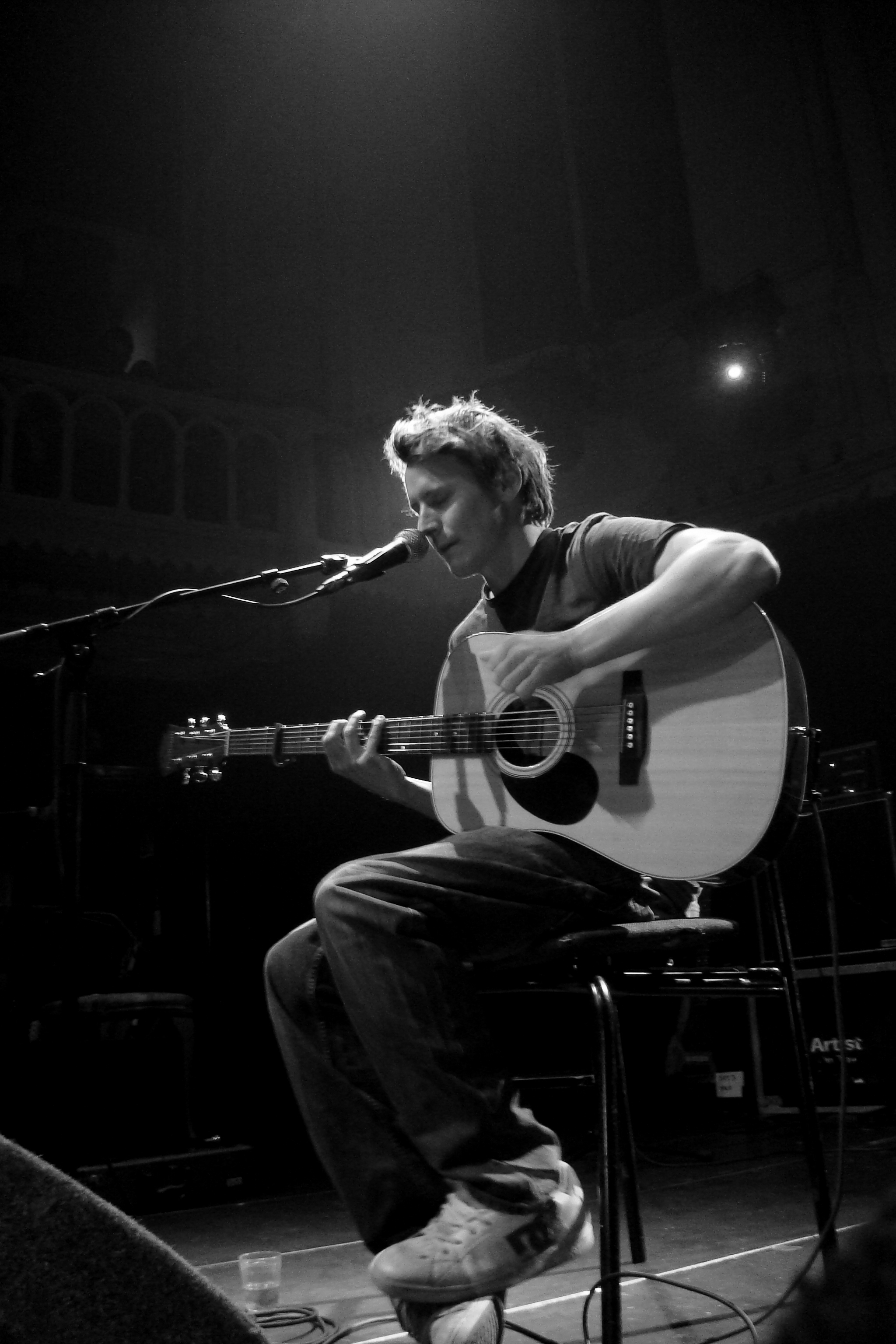
Howard in Paradiso (2010)

Howard, geboren in Richmond, Zuidwest-Londen, groeide op in Totnes, Devon. Hij werd opgevoed door muzikale ouders, die hem al vroeg kennis lieten maken met hun favoriete platen van artiesten uit de jaren 60 en 70 zoals John Martyn (muzikant), Van Morrison, Joni Mitchell en Simon & Garfunkel, waardoor hij sterk beïnvloed werd. Tegenwoordig wonen zijn ouders op Ibiza; hier is ook de foto van zijn debuutalbum Every Kingdom genomen.
Na de middelbare school studeerde Howard journalistiek in Falmouth. Een half jaar voor het behalen van zijn diploma beëindigde hij echter zijn studie, omdat hij erachter kwam dat hij "weg kon komen met muziekmaken".
In 2017 werd bekendgemaakt dat Howard lid was van de nieuwe band A Blaze of Feather.
In 2022 liep Howard binnen zeer korte tijd twee kleine beroertes op. Deze ervaringen waren grotendeels de reden om zijn vijfde studioalbum, 'Is It?' op te nemen en uit te brengen.

## Bezetting
In het begin van zijn carrière speelde Howard vaak alleen, maar hij heeft inmiddels wel een band om zich heen verzameld. Niettemin speelt hij alsnog weleens soloshows of samen met een van de bandleden.
India Bourne speelt voornamelijk op de cello, maar speelt ook enkele nummers bas. Ook verzorgt ze de achtergrondzang. Howard en Bourne, de beste vriendin van zijn zus, kennen elkaar van jongs af aan.
Kyle Keegan bespeelt het drumstel. Mickey Smith bespeelt zowel bas- als gewone gitaar. Nat Wason bespeelt de gitaar en Rich Thomas keyboard en gitaar.
In 2017 hebben al deze leden een nieuwe band opgericht genaamd A Blaze of Feather onder leiding van Mickey Smith.

## Surfen
Ben Howard is een fanatiek surfer. Al vroeg in zijn carrière
werd hij gesponsord door het surfmerk Quiksilver. Ook is hij nauw betrokken bij Surfers Against Sewage. De muziek van Howard werd gebruikt in de film over surfkampioen Kelly Slater, Ultimate Wave Tahiti. In veel van Howards videoclips zie je hem dan ook surfen, en op de special edition van zijn cd Every Kingdom wordt ook een stuk gewijd aan deze watersport.

## Discografie

### Albums
| Album met eventuele hitnotering(en) in de Nederlandse Album Top 100 | Datum van verschijnen | Datum van binnenkomst | Hoogste positie | Aantal weken | Opmerkingen |
| ------------------------------------------------------------------- | --------------------- | --------------------- | --------------- | ------------ | ----------- |
| Every Kingdom                                                       | 17-10-2011            | 15-10-2011            | 2               | 105*         |             |
| I Forget Where We Were                                              | 20-10-2014            | 25-10-2014            | 2               | 14*          |             |

| Album met hitnotering(en) in de Vlaamse Ultratop 200 albums | Datum van verschijnen | Datum van binnenkomst | Hoogste positie | Aantal weken | Opmerkingen |
| ----------------------------------------------------------- | --------------------- | --------------------- | --------------- | ------------ | ----------- |
| Every Kingdom                                               | 17-10-2011            | 28-04-2012            | 2               | 191*         |             |
| I Forget Where We Were                                      | 26-10-2014            | 01-11-2014            | 2               | 83           |             |
| Noonday Dream                                               | 2018                  | 09/06/2018            | 14              | 27           |             |
| Collections From The Whiteout                               | 2021                  | 03/04/2021            | 14              | 7            |             |
| Is It?                                                      | 2023                  | 25/06/2023            | 45              | 5            |             |

### Singles
| Single met eventuele hitnotering(en) in de Nederlandse Top 40 | Datum van verschijnen | Datum van binnenkomst | Hoogste positie | Aantal weken | Opmerkingen                               |
| ------------------------------------------------------------- | --------------------- | --------------------- | --------------- | ------------ | ----------------------------------------- |
| Keep Your Head Up                                             | 24-10-2011            | 30-06-2012            | 12              | 22           | Nr. 14 in de Single Top 100 / Alarmschijf |
| The Fear                                                      | 26-03-2012            | 10-11-2012            | tip9            | -            |                                           |
| I Forget Where We Were                                        | 2014                  | -                     |                 |              | Nr. 88 in de Single Top 100               |

| Single met hitnotering(en) in de Vlaamse Ultratop 50 | Datum van verschijnen | Datum van binnenkomst | Hoogste positie | Aantal weken | Opmerkingen                |
| ---------------------------------------------------- | --------------------- | --------------------- | --------------- | ------------ | -------------------------- |
| Keep Your Head Up                                    | 2011                  | 26-11-2011            | tip87           | -            |                            |
| The Fear                                             | 2012                  | 14-07-2012            | 5               | 22           | Nr. 2 in de Radio 2 Top 30 |
| Keep Your Head Up                                    | 2013                  | 20-07-2013            | 41              | 6            |                            |
| I Forget Where We Were                               | 2014                  | 30-08-2014            | tip27           | -            |                            |
| Conrad                                               | 2014                  | 25-10-2014            | 45              | 2            |                            |
| Rivers in Your Mouth                                 | 2015                  | 07-03-2015            | tip24           | -            |                            |
| A Boat to an Island on the Wall                      | 2018                  | 14-04-2018            | tip             | -            |                            |
| Nica Libres at Dusk                                  | 2018                  | 05-05-2018            | tip41           | -            |                            |
| What a Day                                           | 2021                  | 06-02-2021            | tip18           | -            |                            |
| Sorry Kid                                            | 2021                  | 03-04-2021            | tip             | -            |                            |

### NPO Radio 2 Top 2000
| Nummers met noteringen in de NPO Radio 2 Top 2000 | '12 | '13 | '14 | '15  | '16  | '17 | '18  | '19  | '20  | '21  | '22  | '23  | '24  |
| ------------------------------------------------- | --- | --- | --- | ---- | ---- | --- | ---- | ---- | ---- | ---- | ---- | ---- | ---- |
| Keep your head up                                 | 136 | 213 | 342 | 519  | 766  | 872 | 1057 | 1387 | 1350 | 1370 | 1576 | 1680 | 1502 |
| The Fear                                          | -   | -   | -   | 1446 | 1949 | -   | -    | -    | -    | -    | -    | -    | -    |

1. ↑  Een '-' betekent dat het nummer niet was genoteerd en een vetgedrukt getal geeft de hoogste notering van een nummer aan.
2. ↑  2012 was het eerste jaar met een notering voor Ben Howard.

## Trivia
- Het nummer 'Promise' werd onder andere gebruikt in de 12e aflevering van het 8e seizoen van de televisieserie House, in de film If I Stay en in de allereerste aflevering van de televisieserie The 100.[4]
- Het nummer 'Oats in the Water' werd onder andere gebruikt in de 5e aflevering van het 4e seizoen van de televisieserie "the Walking Dead", in de 1e aflevering van het derde seizoen van de "The Following" en in The Tax Collector.[4]
- Het nummer 'The Wolves' werd gebruikt als soundtrack van het programma 'The Biker Boys'.[4]
- Het nummer 'Small Things' werd gebruikt in de 4e aflevering van het 2e seizoen van de Netflix Original Sense8.[4]

- Bibsys: 11043662
- Bibliothèque nationale de France: cb16556816x (data)
- Gemeinsame Normdatei: 1025234049
- International Standard Name Identifier: 0000 0003 9899 1457
- Library of Congress Control Number: no2012114300
- MusicBrainz: 534dda3c-b73f-408b-8889-bd68eae84df6
- Nationale Bibliotheek van Tsjechië: xx0150052
- Nederlandse Thesaurus van Auteursnamen: 391521578
- Virtual International Authority File: 250040162
- WorldCat: E39PBJyGTbDVJTjFr3GC9WQH4q